# Carl-Johan Seth
Carl-Johan Seth, född 20 oktober 1938 i Reftele, är en svensk skådespelare, regissör och författare.   
Seth studerade vid Dramatens elevskola 1960–1964 och kom sedan till Folkteatern i Göteborg, först som skådespelare, sedan som regissör, dramaturg och författare. Han har givit ut några böcker under pseudonymen Erik Torstensson.

## Musikalmanus
Vid det förberedande arbetet av musikalen Kristina från Duvemåla vände sig Björn Ulvaeus och Benny Andersson till dramatikern Carl-Johan Seth som levererade ett manus. Han stod även som manusförfattare vid premiären i Malmö den 7 oktober 1995 men namnet har sedan strukits. Enligt Björn Ulvaeus och Benny Andersson var inte detta manus användbart, varför regissören Lars Rudolfsson och dramaturgen Jan Mark kom in i bilden. Tvisten avgjordes i Stockholms tingsrätt i februari 2007 och rätten dömde till Ulvaeus och Anderssons favör. Parterna gjorde senare en förlikning och domen upphävdes därför. Detta innebär att Seths betydelse för musikalen kommer att framgå vid framtida uppsättningar.

## Film

### Filmografi roller
- 1983 – Profitörerna (TV-serie)
- 1981 - Veckan då Roger dödades
- 1980 - Sol, vind och vatten
- 1965 – Juninatt
- 1962 - Kort är sommaren

### Regi
- 1973 – Om 7 flickor
- 2004 – I nöd och mycket lust
- 2005 – Miraklet i Småland

### Filmmanus
- 1982 – Om kärlek är...
- 1981 – Hundarnas morgon
- 1980 – Barnens ö
- 1980 – OM - Ingeborg
- 1973 – Om 7 flickor

## Teater

### Roller (ej komplett)
| År   | Roll                                   | Produktion                    | Regi        | Teater   |
| ---- | -------------------------------------- | ----------------------------- | ----------- | -------- |
| 1965 | Bondson I Soldat I (Bild 5) Soldat III | Mutter Courage Bertolt Brecht | Alf Sjöberg | Dramaten |

### Regi (ej komplett)
| År   | Produktion                            | Upphovsmän   | Teater                |
| ---- | ------------------------------------- | ------------ | --------------------- |
| 1975 | De oslagbara That Championship Season | Jason Miller | Göteborgs stadsteater |
| 1994 | Hög svansföring                       | Eva Moberg   | Riksteatern           |